# Faragó József (grafikus)
Faragó József (Fränkel) (Esztergom, 1866. – Berlin, 1906. szeptember 2.) magyar grafikus (rézkarcoló és karikaturista). Barátság fűzte a nagybányai művésztelep alapító tagjaihoz, gyakran együtt állított ki a nagybányai festőkkel.

## Élete
Kereskedőnek készült, de gazdag pártfogói lehetővé tették számára, hogy Münchenbe, majd Párizsba utazzon, és festészetet tanuljon, mind külföldön, mind pedig idehaza. 1886-tól Münchenben Hollósy Simon növendéke volt. Németországban egyre több karikatúráját közölte a Fliegende Blätter című korabeli német élclap. 1889-ben Párizsban tanult, majd a New York-i Puck élclap hívta meg munkatársául. 1892–1894 között Amerikában élt. Hazatérvén a Borsszem Jankó című hazai élclap művészeti vezetője volt egy ideig, de dolgozott a konkurensnek számító Kakas Márton című élclapnak is. Életének utolsó éveit Berlinben töltötte. Öngyilkos lett.
A Műcsarnok 1889–1990-es téli kiállításán szerepelt először festményeivel. 1896-ban, 1901-ben a Nemzeti Szalonban. 1906 decemberében hagyatéki kiállítását a Könyves Kálmán Szalonban rendezték meg. Festett Nagybányán, és számos alkalommal együtt állított ki a nagybányai festőkkel, nem annyira a stílus, mint inkább a barátság kapcsolta őt hozzájuk, barátja volt Ferenczy Károlynak, Iványi-Grünwald Bélának, sőt még Hollósy Simonnak is, bár Hollósy Ferenczyt, Grünwaldot és Faragót arisztokratának tartotta. Népszerű karikaturistaként, rajzait éles társadalombírálat jellemezte. Több grafikai lapja megtalálható a Magyar Nemzeti Galéria gyűjteményében.

## Galéria

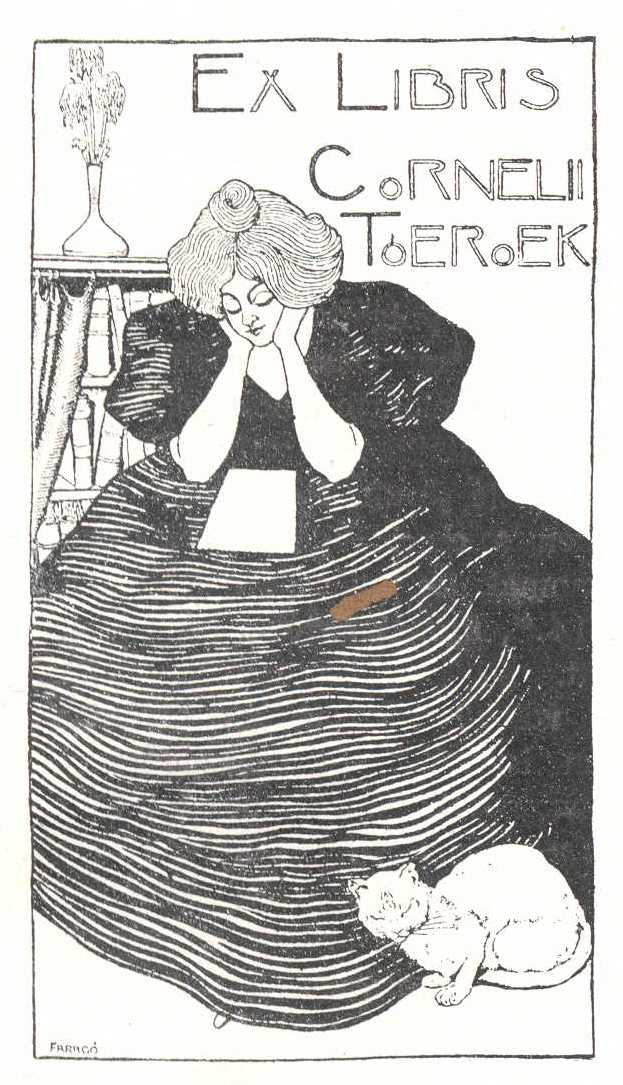
Ex libris (c.1900)
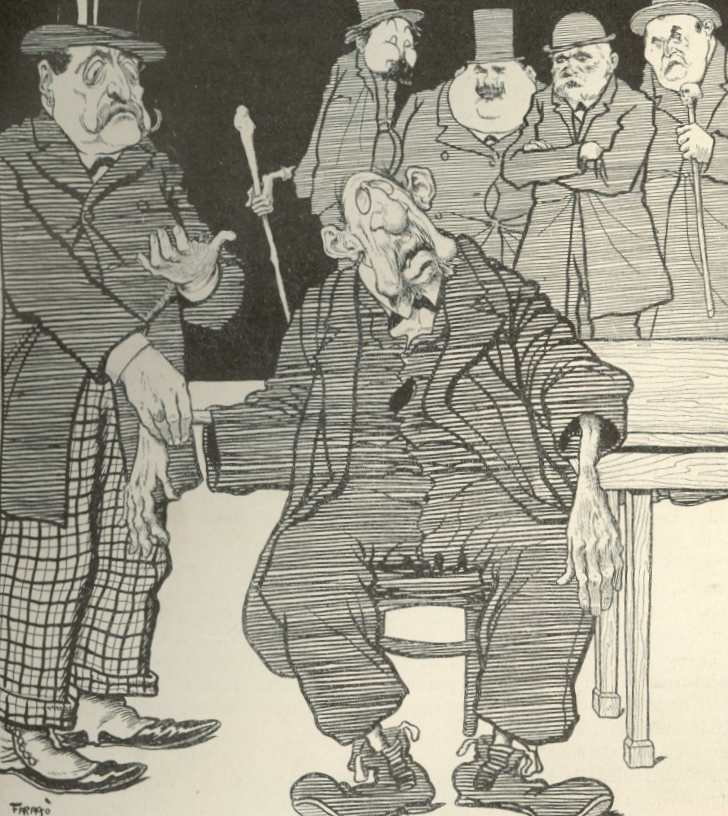
A nagybeteg (c.1900)